# Панафидин, Иван Павлович

Иностранные:
| Офицер ордена Башни и Меча |

|  |

Связи

дядя З. И. Панафидин
Иван Павлович Панафидин (11 февраля 1817 — 10 марта 1906) — русский адмирал.
Иван Панафидин родился в селе Курово-Покровское Старицкого уезда в семье отставного капитан-лейтенанта Павла Ивановича Панафидина и его супруги Анны Ивановны Вульф. В 1835 году он окончил Морской кадетский корпус и был оставлен для дальнейшего обучения в Офицерском классе.
В дальнейшем, в чине лейтенанта Панафидин служил на кораблях флота в Балтийском и Северном морях. В 1844 году на корабле «Ингерманланд» под командованием капитана 2-го ранга С. И. Мофета он перешёл из Архангельска в Кронштадт, а в 1848 году на фрегате «Паллада» под командованием генерал-адмирала великого князя Константина Николаевича совершил переход к Стокгольму и Копенгагену.
В 1849 году Иван Павлович совершил в составе Гвардейского экипажа поход от Санкт-Петербурга до Белостока. В 1850—1853 года командуя яхтой «Королева Виктория» он плавал в Балтийском море и у берегов Англии, а в 1851 году был произведен в чин капитан-лейтенанта.
Во время Крымской войны Панафидин командовал отрядом из десяти бомбардирских лодок при обороне Кронштадта от возможного нападения англо-французского флота, за что был награждён 6 декабря 1854 года императорской короной к имеющемуся у него ордену Св. Анны 2-й степени.
После окончания военных действий Иван Павлович командовал императорской яхтой «Александрия», а в 1856—1857 годах 44-пушечным фрегатом «Кастор» в составе эскадры под командованием контр-адмирала Е. А. Беренса. Во время заграничного плавания корабли эскадры посетили средиземноморские порты и порты атлантического побережья Европы. Во время посещения Лиссабона, команда фрегата участвовала в тушении пожара, за что её командир был награждён португальским орденом Башни и Меча. По возвращении на родину Панафидин был произведен 30 августа (11 сентября) 1857 года в чин капитана 2-го ранга и награждён орденом Св. Владимира 4-й степени.
В том же году Иван Павлович был командирован во Францию для наблюдения за постройкой паровой яхты «Штандарт» и в следующем году он перевел её из Бордо в Кронштадт.
3 (15) ноября 1858 года назначен командиром винтового корабля «Император Николай I» и 1-го флотского Его Императорского Высочества генерал-адмирала экипажа. 17 (29) апреля 1860 года Панафидин был произведен в чин капитана 1-го ранга с утверждением в должностях командира корабля и экипажа. 18 (30) июня 1860 года назначен командиром винтового фрегата «Громобой», которым командовал в заграничном плавании, а затем в течение двух лет — 7-м флотским экипажем в Кронштадте.
1 января 1869 года Панафидин был произведен в чин контр-адмирала с назначение младшим флагманом Балтийского флота и в 1870—1871 годах командовал 1-м отрядом броненосных судов, за что был награждён в 1871 году орденом Св. Станислава 1-й степени, а в 1875 году — орденом Св. Анны 1-й степени.
В 1879 году Иван Павлович был произведен в чин вице-адмирала с назначением старшим флагманом Балтийского флота. В 1883 году он был назначен членом Александровского комитета о раненых, а в 1894 году произведен в чин адмирала. 14 мая 1896 года «во внимание к примерно-усердной службе» пожалован орденом Св. Владимира I степени.